# シモーネ・コルシ
シモーネ・コルシ ( Simone Corsi, 1987年4月24日 - ) は、イタリア・ローマ出身のオートバイレーサー。

## 経歴

### キャリア初期
モトクロスレーサーだった父ステファノの元、4歳の時にミニバイクレースにデビュー。1993年から2000年までは毎年国内レースで表彰台に立った。2001年にはロードレースイタリア選手権125ccクラスに参戦しシリーズ10位、翌年にはシリーズ3位となった。また2002年にはイタリアGP125ccクラスのレースにスポット参戦し、グランプリデビューを果たした。

### ロードレース世界選手権

#### 125ccクラス
2003年、コルシはチーム・スコットからホンダのマシンを駆ってロードレース世界選手権125ccクラスにフル参戦を開始した。1年目は2度9位に入ったのが最高位となりシリーズランキング19位、2004年にはチームメイトのアンドレア・ドヴィツィオーゾがチャンピオンを獲得した一方で、コルシは第12戦日本GPで初表彰台(3位)に立ちシリーズ13位を記録した。
2005年シーズン、コルシはMSアプリリアチームから250ccクラスにステップアップを果たした。前半8戦中7戦でポイントを獲得する順調な滑り出しを見せたが、後半戦はわずか1戦でのポイント獲得に終わった。
まだ下位クラスで学ぶべきことが残っていると感じたコルシは、2006年より125ccクラスに戻ることとなった。2007年には第3戦トルコGPで初優勝を挙げ、シリーズ6位に入る進歩を見せた。
2008年、コルシはジャック&ジョーンズWRBチームで、最新型のファクトリーマシン、アプリリア・RSA125を駆ることになった。第2戦スペインGP、第3戦ポルトガルGP、第6戦イタリアGP、最終戦バレンシアGPとシーズン4勝を挙げ、チャンピオンのマイク・ディ・メッリオに次ぐシリーズ2位を記録した。
2009年もジャック&ジョーンズチームに残留したが、開幕前の準備が遅れたり、チーフメカニック等の体制が変更になったことも影響し、コルシは第6戦終了時点でシリーズランキング23位と大きく低迷していた。そこで第7戦以降は前年コルシを担当していたメカニックたちで構成されている「フォンタナ・レーシング」に移籍することとなった。この移籍は功を奏し、第10戦イギリスGPでは久しぶりにトップ争いを展開して2位表彰台に立った。その後も第12戦インディアナポリスGPで3位表彰台に立つなど上位でのフィニッシュを続けたが、前半戦の不振がたたってシリーズランキングは11位に終わった。

#### Moto2クラス
2010年シーズンは、JiRチームからテクニカル・スポーツのシャシーを駆ってMoto2クラスに参戦した。チームメイトはシーズン当初はマティア・パシーニだったが、パシーニの途中解雇により手島雄介、アレックス・デ・アンジェリスと代わっていった。コルシは第3戦フランスGPでクラス初表彰台（3位）を獲得、全17戦中15戦をポイント圏内で完走する安定度を見せ、シリーズランキング5位を記録した。第4戦イタリアGPでは26番グリッドから23人抜きを見せて3位表彰台を獲得、赤旗再レースとなった第11戦インディアナポリスGPでは最後尾36番グリッドから31人を抜いて5位入賞という猛烈な追い上げを見せた。
2011年は元アプリリアのレース部門責任者であるジャンピエロ・サッキが立ち上げた新チーム「イオダレーシング」からMoto2クラスに継続参戦する。チームメイトは再びマティア・パシーニが務める。
2016年はサム・ロウズと交代する形で、「スピードアップ・レーシング」に移籍。2年ぶりの表彰台に立つ。
2020年は、MVアグスタ・テンポラリー・フォワードから参戦。チェコグランプリでは1日目のフリー走行を行っていたが、翌日の予選は欠場した。

## ロードレース世界選手権 戦績
| シーズン | クラス | チーム                                        | メーカー       | マシン            | 出走 | 優勝 | 表彰台 | PP | FL | ポイント | シリーズ順位 |
| -------- | ------ | --------------------------------------------- | -------------- | ----------------- | ---- | ---- | ------ | -- | -- | -------- | ------------ |
| 2002年   | 125cc  | ポリーニ                                      | ホンダ         | RS125R            | 1    | 0    | 0      | 0  | 0  | 0        | -            |
| 2003年   | 125cc  | チーム・スコット                              | ホンダ         | RS125R            | 14   | 0    | 0      | 0  | 0  | 32       | 19位         |
| 2004年   | 125cc  | コプロン・チーム・スコット                    | ホンダ         | RS125R            | 16   | 0    | 1      | 0  | 0  | 61       | 13位         |
| 2005年   | 250cc  | MSアプリリア・イタリア・コルセ                | アプリリア     | RSW250LE          | 16   | 0    | 0      | 0  | 0  | 59       | 14位         |
| 2006年   | 125cc  | スクアドラ・コルセ・メティス・ジレラ          | ジレラ         | RS125             | 14   | 0    | 0      | 0  | 0  | 79       | 12位         |
| 2007年   | 125cc  | スキルド・レーシング・チーム                  | アプリリア     | RS125             | 17   | 1    | 2      | 0  | 0  | 168      | 6位          |
| 2008年   | 125cc  | ジャック&ジョーンズWRB                        | アプリリア     | RSA125            | 17   | 4    | 7      | 3  | 2  | 225      | 2位          |
| 2009年   | 125cc  | ジャック&ジョーンズWRB フォンタナ・レーシング | アプリリア     | RSA125            | 16   | 0    | 2      | 0  | 0  | 81       | 11位         |
| 2010年   | Moto2  | JiR                                           | TSR (モトビ)   | TSR6              | 17   | 0    | 2      | 0  | 0  | 138      | 5位          |
| 2011年   | Moto2  | イオダレーシング                              | FTR            | M211              | 17   | 0    | 2      | 0  | 0  | 127      | 6位          |
| 2012年   | Moto2  | イオダレーシング                              | FTR            | M212              | 17   | 0    | 0      | 1  | 0  | 88       | 11位         |
| 2013年   | Moto2  | NGMモバイル・レーシング                       | スピードアップ | SF13              | 17   | 0    | 1      | 0  | 0  | 108      | 11位         |
| 2014年   | Moto2  | NGMフォワード・レーシング                     | フォワードKLX  | フォワード KLX    | 12   | 0    | 2      | 0  | 0  | 100      | 7位          |
| 2014年   | Moto2  | NGMフォワード・レーシング                     | カレックス     | カレックス・Moto2 | 12   | 0    | 2      | 0  | 0  | 100      | 7位          |
| 2021年   | Moto2  | MVアグスタフォワード・レーシング              | MVアグスタ     | MVアグスタ・F2    | 14   | 0    | 0      | 1  | 0  | 16       | 24位         |
| 2022年   | Moto2  | MVアグスタフォワード・レーシング              | MVアグスタ     | MVアグスタ・F2    | 19   | 0    | 0      | 0  | 0  | 0        | 35位         |
| 合計     |        |                                               |                |                   | 320  | 5    | 21     | 5  | 2  | 1666     |              |